# Rivera de los Molinos y la Torre
Rivera de los Molinos y la Torre este o arie protejată (arie specială de conservare — SAC, sit de importanță comunitară — SCI) din Spania întinsă pe o suprafață de 520,52 ha, integral pe uscat.

## Localizare
Centrul sitului Rivera de los Molinos y la Torre este situat la coordonatele 39°28′53″N 6°58′08″W / 39.481389°N 6.968889°V.

## Înființare
Situl Rivera de los Molinos y la Torre a fost declarat sit de importanță comunitară în decembrie 1997 pentru a proteja 24 de specii de animale. Situl a fost protejat și ca arie specială de conservare în mai 2015.

## Biodiversitate
Situată în ecoregiunea mediteraneană, aria protejată conține 7 habitate naturale: Dehesas cu Quercus spp. perene, Păduri de Quercus ilex și Quercus rotundifolia, Pseudostepă cu ierburi și specii anuale de Thero-Brachypodietea, Păduri de Olea și Ceratonia, Pajiști umede mediteraneene cu ierburi înalte de Molinio-Holoschoenion, Tufărișuri termo-mediteraneene și de pre-deșert, Galerii și tufărișuri riverane sudice (Nerio-Tamaricetea și Securinegion tinctoriae).
La baza desemnării sitului se află mai multe specii protejate:
- păsări (15): pescăruș albastru (Alcedo atthis), rață mare (Anas platyrhynchos), acvilă de munte (Aquila chrysaetos), stârc cenușiu (Ardea cinerea), buha (Bubo bubo), barză albă (Ciconia ciconia), Galerida theklae, vulturul pleșuv sur (Gyps fulvus), ciocârlie de pădure (Lullula arborea), gaia roșie (Milvus milvus), Oenanthe leucura, pitulice de munte (Phylloscopus collybita), silvie de tufiș (Sylvia undata), corcodel mic (Tachybaptus ruficollis), fluierarul de zăvoi (Tringa ochropus)
- mamifere (3): lupul (Canis lupus), vidră de râu (Lutra lutra), râs iberic (Lynx pardinus)
- pești (5): Cobitis paludica, Luciobarbus comizo, Pseudochondrostoma polylepis, Rutilus alburnoides, Rutilus lemmingii
- reptile (1): Mauremys leprosa

Pe lângă speciile protejate, pe teritoriul sitului au mai fost identificate 1 specie de păsări.